# Devoniano superiore
| Carbonifero                                                                                         | Mississippiano | Tournaisiano | Più recente |
| Devoniano                                                                                           | Superiore      | Famenniano   | 372,15±0,46 |
| Devoniano                                                                                           | Superiore      | Frasniano    | 382,31±1,36 |
| Devoniano                                                                                           | Medio          | Givetiano    | 387,95±1,04 |
| Devoniano                                                                                           | Medio          | Eifeliano    | 393,47±0,99 |
| Devoniano                                                                                           | Inferiore      |              |             |
| Devoniano                                                                                           | Emsiano        | 410,62±1,95  |             |
| Devoniano                                                                                           | Praghiano      | 413,02±1,91  |             |
| Devoniano                                                                                           | Lochkoviano    | 419,62±1,36  |             |
| Siluriano                                                                                           | Pridoliano     | -            | Più antico  |
| Suddivisione del sistema del Devoniano secondo la Commissione internazionale di stratigrafia (ICS). |                |              |             |

Nella scala dei tempi geologici, il Devoniano superiore rappresenta l'ultima delle tre epoche o serie stratigrafiche in cui è suddiviso il Devoniano, che a sua volta è il quarto dei sei periodi in cui è suddivisa l'era del Paleozoico.
Il Devoniano superiore è compreso tra 385,3 ± 2,6 e 359,2 ± 2,5 milioni di anni fa (Ma), preceduto dal Devoniano medio e seguito dal Tournaisiano, il primo piano del successivo periodo Carbonifero.
Durante il Devoniano superiore fecero la loro apparizione i primi Tetrapodi.

## Suddivisioni
Il Devoniano superiore è suddiviso in due piani stratigrafici:
- Famenniano: da 374,5 ± 2,6 a 359,2 ± 2,5 milioni di anni fa (Ma)
- Frasniano: da 385,3 ± 2,6 a 374,5 ± 2,6 milioni di anni fa (Ma)

## Definizioni stratigrafiche e GSSP
La base del Devoniano superiore coincide con quella del suo primo piano, il Frasniano, ed è fissata alla prima comparsa negli orizzonti stratigrafici dei conodonti della specie Ancyrodella rotundiloba, che rappresenta anche il livello di comparsa della zona del Polygnathus asymmetricus.
Il limite superiore è identificato dall'evento di estinzione di massa, noto come Kellwasser Event, che ha portato all'estinzione di tutti i conodonti dei generi Ancyrodella e Ozarkodina e di quasi tutte le specie di Palmatolepis, Polygnathus e Ancyrognathus. 

### GSSP
Il GSSP, il profilo stratigrafico di riferimento della Commissione Internazionale di Stratigrafia, è identificato in una sezione del Col du Puech de la Suque, presso Saint-Nazaire-de-Ladarez, nel dipartimento di Hérault, nella Montagne Noire, nel sud-ovest della Francia.